# Liste der Kulturdenkmale in Oelschütz
Die Liste der Kulturdenkmale in Oelschütz enthält die in der amtlichen Denkmalliste des Landesamtes für Denkmalpflege Sachsen ausgewiesenen Kulturdenkmale im Wurzener Ortsteil Oelschütz.

## Legende
- Bild: Bild des Kulturdenkmals, ggf. zusätzlich mit einem Link zu weiteren Fotos des Kulturdenkmals im Medienarchiv Wikimedia Commons. Wenn man auf das Kamerasymbol klickt, können Fotos zu Kulturdenkmalen aus dieser Liste hochgeladen werden:
- Bezeichnung: Denkmalgeschützte Objekte und ggf. Bauwerksname des Kulturdenkmals
- Lage: Straßenname und Hausnummer oder Flurstücknummer des Kulturdenkmals. Die Grundsortierung der Liste erfolgt nach dieser Adresse. Der Link (Karte) führt zu verschiedenen Kartendiensten mit der Position des Kulturdenkmals. Fehlt dieser Link, wurden die Koordinaten noch nicht eingetragen. Sind diese bekannt, können sie über ein Tool mit einer Kartenansicht einfach nachgetragen werden. In dieser Kartenansicht sind Kulturdenkmale ohne Koordinaten mit einem roten bzw. orangen Marker dargestellt und können durch Verschieben auf die richtige Position in der Karte mit Koordinaten versehen werden. Kulturdenkmale ohne Bild sind an einem blauen bzw. roten Marker erkennbar.
- Datierung: Baubeginn, Fertigstellung, Datum der Erstnennung oder grobe zeitliche Einordnung entsprechend des Eintrags in der sächsischen Denkmaldatenbank
- Beschreibung: Kurzcharakteristik des Kulturdenkmals entsprechend des Eintrags in der sächsischen Denkmaldatenbank, ggf. ergänzt durch die dort nur selten veröffentlichten Erfassungstexte oder zusätzliche Informationen
- ID: Vom Landesamt für Denkmalpflege Sachsen vergebene, das Kulturdenkmal eindeutig identifizierende Objekt-Nummer. Der Link führt zum PDF-Denkmaldokument des Landesamtes für Denkmalpflege Sachsen. Bei ehemaligen Kulturdenkmalen können die Objektnummern unbekannt sein und deshalb fehlen bzw. die Links von aus der Datenbank entfernten Objektnummern ins Leere führen. Ein ggf. vorhandenes Icon  führt zu den Angaben des Kulturdenkmals bei Wikidata.

## Oelschütz
| Bild           | Bezeichnung                    | Lage                      | Datierung         | Beschreibung | ID       |
| -------------- | ------------------------------ | ------------------------- | ----------------- | --- | -------- |
|                | Eisenbahnbrücke                | Wurzener Straße - (Karte) | 1875–1877         | Bogenbrücke der Strecke Glauchau–Wurzen (Muldentalbahn), verkehrsgeschichtlich von Bedeutung. Bogenbrücke: Wangenmauern in Bruchstein, Ziegelsteinbogen, Bruchsteinmauern, Abdeckplatten in Sandstein. Zur GW-Streckengeschichte Eisenbahnstrecke Glauchau–Wurzen (Streckenkürzel GW), bis 1945 sächsische Hauptbahn, anschließend bis 1967 Nebenbahn, der Bau der Strecke erfolgte in mehreren Bauabschnitten zwischen 1868 bzw. Fertigstellung des Abschnitts Glauchau bis Penig (10. Mai 1875), Abschnitt Rochlitz bis Großbothen (9. Dezember 1875), Abschnitt Penig bis Rochlitz (29. Mai 1876), Abschnitt Großbothen bis Wurzen (30. Juni 1877), geplant war die Strecke zweigleisig, da sie in Preußen weitergeführt werden sollte, wurde jedoch nicht realisiert, deshalb nur eingleisiger Ausbau, Streckenverlauf ab Glauchau durch die private Muldenthal-Eisenbahngesellschaft, 1878 wurde die Gesellschaft verstaatlicht und Fahrzeuge und Strecke von der Königlich Sächsischen Staatseisenbahnen übernommen, Endbahnhof der Strecke war nun der Südbahnhof in Wurzen, der Muldenthalbahnhof (errichtet 15. Oktober 1879) wurde geschlossen, die Strecke wurde als Nebenbahn betrieben, 15. April 1945 Zerstörung der Rabensteinbrücke zwischen Großbothen und Grimma, 1946 Abbau zw. Großbothen und Grimma als Reparationsleistung, 28. Mai 1967 Einstellung des Zugverkehrs zwischen Grimma und Nerchau, ab 24. September 1967 Wiederaufnahme des Zugverkehrs zwischen Golzern und Wurzen, Mitte der 1970er Jahre Streckenerneuerung zwischen Großbothen und Döben, Bau eines Verbindungsbogens mit den Abzweigstellen Leisenau und Muldenbrücke (Direktverbindung Rochlitz und Döbeln), 1. Januar 1970 (Stilllegung Grimma – Golzern), zw. Golzern und Wurzen danach noch Güterverkehr, nach 1990 Einschränkung des Güterverkehrs: Stilllegung des Abschnitts Wurzen–Golzern (02. Juni 1996), Ende der 1990er Jahre Stilllegung des Abschnitts Anschluss Wasserglasfabrik Dehnitz, Einrichtung des Muldentalradwanderweges zwischen Großbothen und Wurzen, 6. Dezember 1999 Einstellung des Zugverkehrs Colditz–Rochlitz, 1999 (Güterverkehr) und 2000/2001 Einstellung des Personenverkehrs auf dem Abschnitt Rochlitz–Wechselburg | 08973691 |
|                | Taubenturm eines Vierseithofes | Zur Loreley 4 (Karte)     | 1. Hälfte 20. Jh. | Erdgeschoss massiv, Obergeschoss verbrettertes Fachwerk, historisches Zeugnis der bäuerlichen Taubenhaltung, in der Region selten, geschichtlich von Bedeutung. Taubenturm: Sockel massiv, Obergeschoss Fachwerk verbrettert, Satteldach, Seitengebäude: zweigeschossiger verputzter Massivbau, Tür- und Fenstergewände zum Teil in Sandstein, originale Türen, Satteldach, Holztraufe, an einer Zeit Dach abgeschleppt - Streichung 2016. | 08973693 |
| Weitere Bilder | Wohnhaus eines Dreiseithofes   | Zur Loreley 6 (Karte)     | um 1900           | ortsbildprägender, stattlicher Historismusbau, Zeugnis der baulichen Entwicklung auf dem Lande um 1900, baugeschichtlich von Bedeutung. Bauernhaus: zweigeschossiger verputzter Massivbau, Mittelrisalit mit Giebel und Krüppelwalmdach, originale Putzgliederung, Tür- und Fenstergewände vermutlich in Kunststein, Fenster des Obergeschosses mit Verdachung, Fenster im Erdgeschoss mit Schlussstein, Tür mit Dreiecksgiebelverdachung, originale Tür, zum Teil originale Fenster, Krüppelwalmdach. | 08973692 |